# Pasajes República y General García

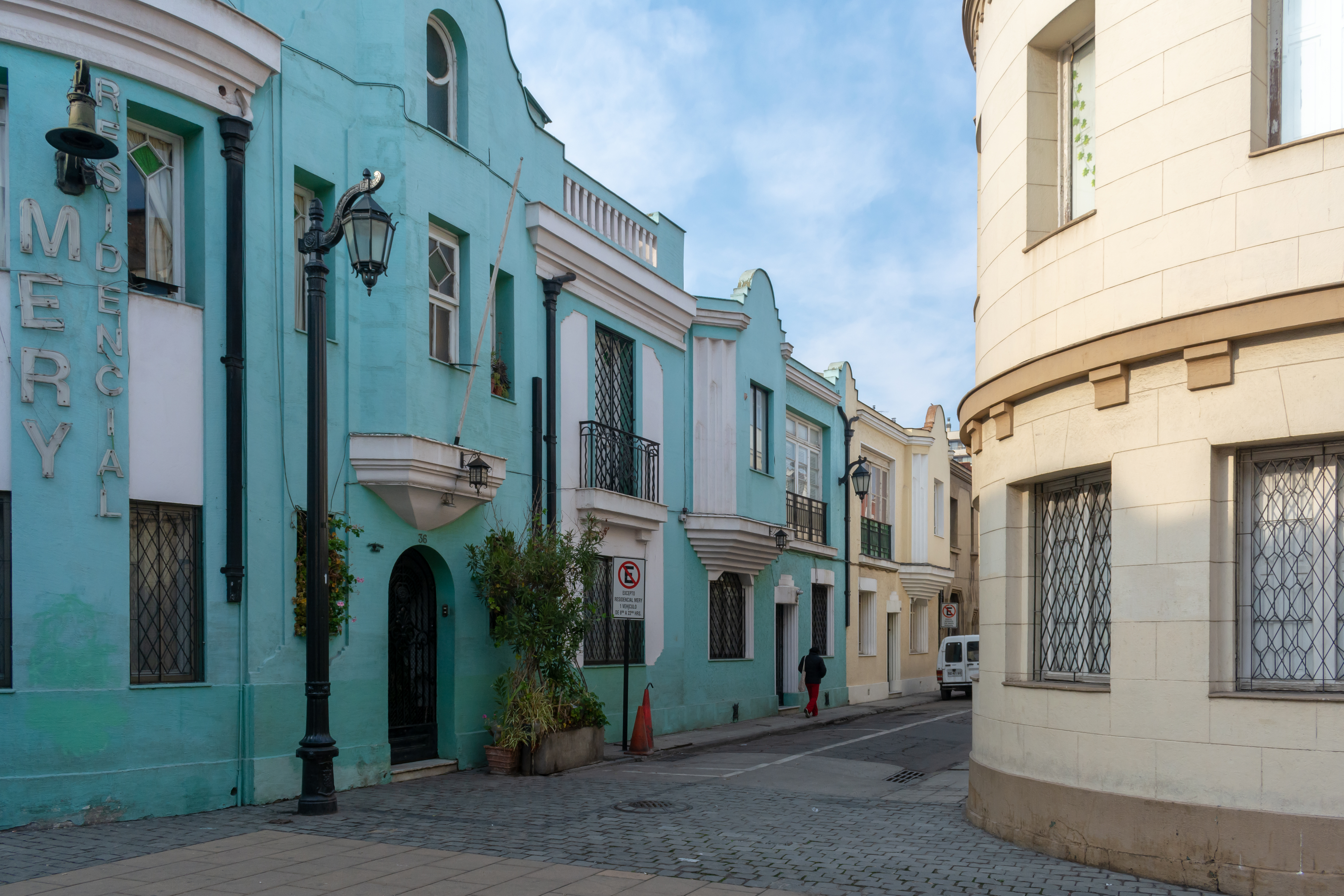
Estilo arquitectónico del Pasaje República.

El sector de los pasajes República y General García corresponde a un conjunto de 18 inmuebles —10 casas y 8 edificios— ubicados en el barrio República, en pleno centro de Santiago de Chile. El diseño arquitectónico del conjunto estuvo a cargo de los arquitectos Luis Román Cristi y Julio Casanova, siendo un ejemplo de Art déco, y se estima que se edificó entre los años 1923 y 1935. Fue declarado Monumento nacional de Chile el 10 de noviembre de 1992, con carácter de zona típica, mediante el Decreto Supremo Nº 780.

## Descripción
El sector está formado por los pasajes República y General García, que forman una L, que penetra en la manzana conformada por la Avenida Libertador General Bernardo O'Higgins (norte), Avenida República (poniente), calle Salvador Sanfuentes (sur) y calle Echaurren (oriente), siendo «una solución diferente pero homóloga —en el sentido de intervención de la manzana— a lo que ocurre con la calle Virginia Opazo, ubicada al Sur de República». Son 18 inmuebles, 10 casas de dos pisos y 8 edificios de 3 y 4 pisos, de una construcción armónica de estilo ecléctico —que mezcla Art déco y Barroco— donde hoy viven 22 familias.
Además, en el pasaje General García se numera del 5 al 25 y el pasaje República del 3-4-6-7-9-14-15-18-36-42-54-57 y 59, Avenida República N°s 20 y 40, son parte del sector.

## Ubicación

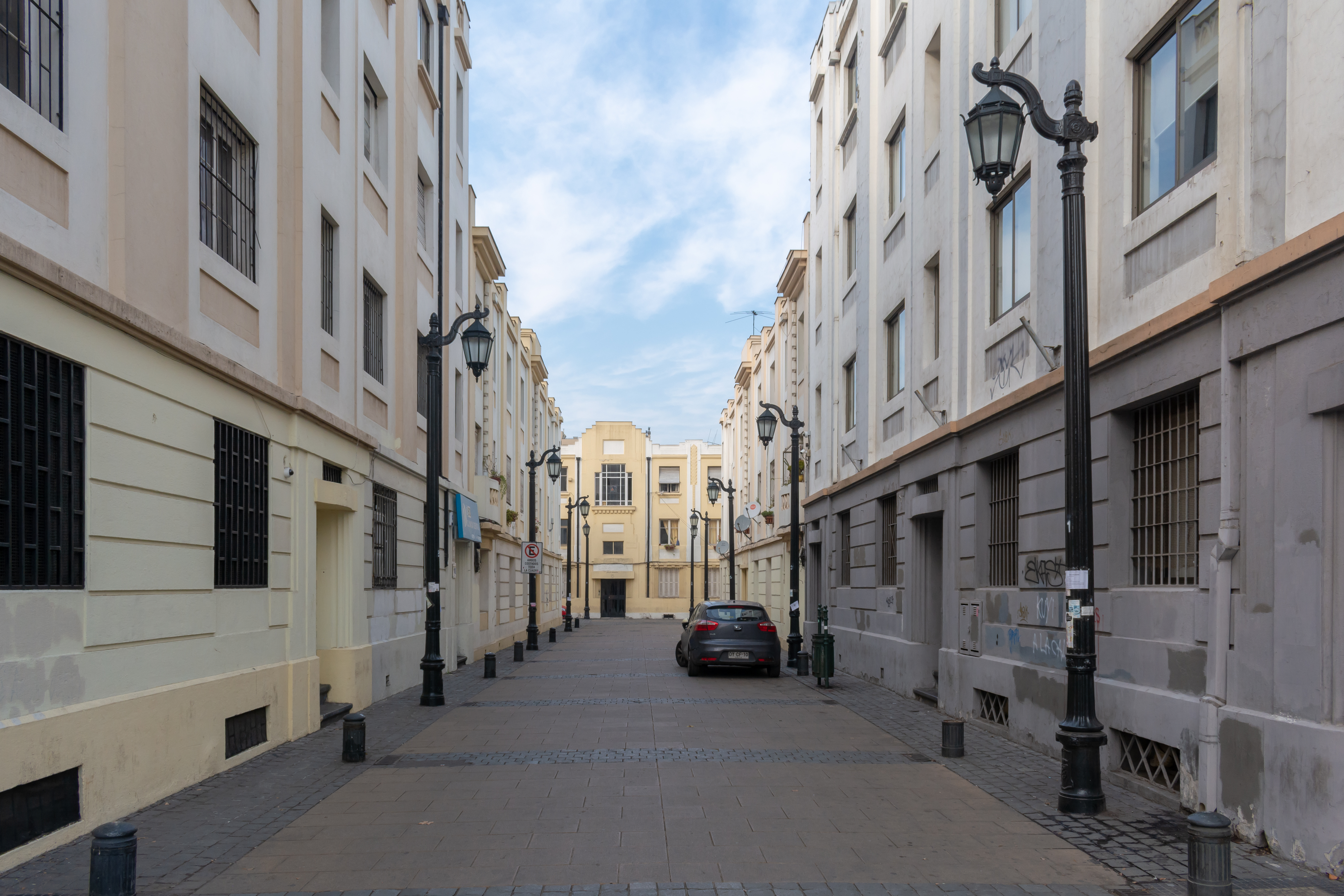
Pasaje General García en 2022.

Al sector se puede acceder desde dos puntos, uno es por la Avenida Libertador General Bernardo O'Higgins a través del pasaje General García, y el otro, por la Avenida República entrando por el pasaje del mismo nombre. Según el plan regulador de la comuna de Santiago el sector limita:
| Límite   | Calle                                         |
| -------- | --------------------------------------------- |
| Norte    | Avenida Libertador General Bernardo O'Higgins |
| Sur      | Salvador Sanfuentes                           |
| Oriente  | República                                     |
| Poniente | Echaurren                                     |

## Historia

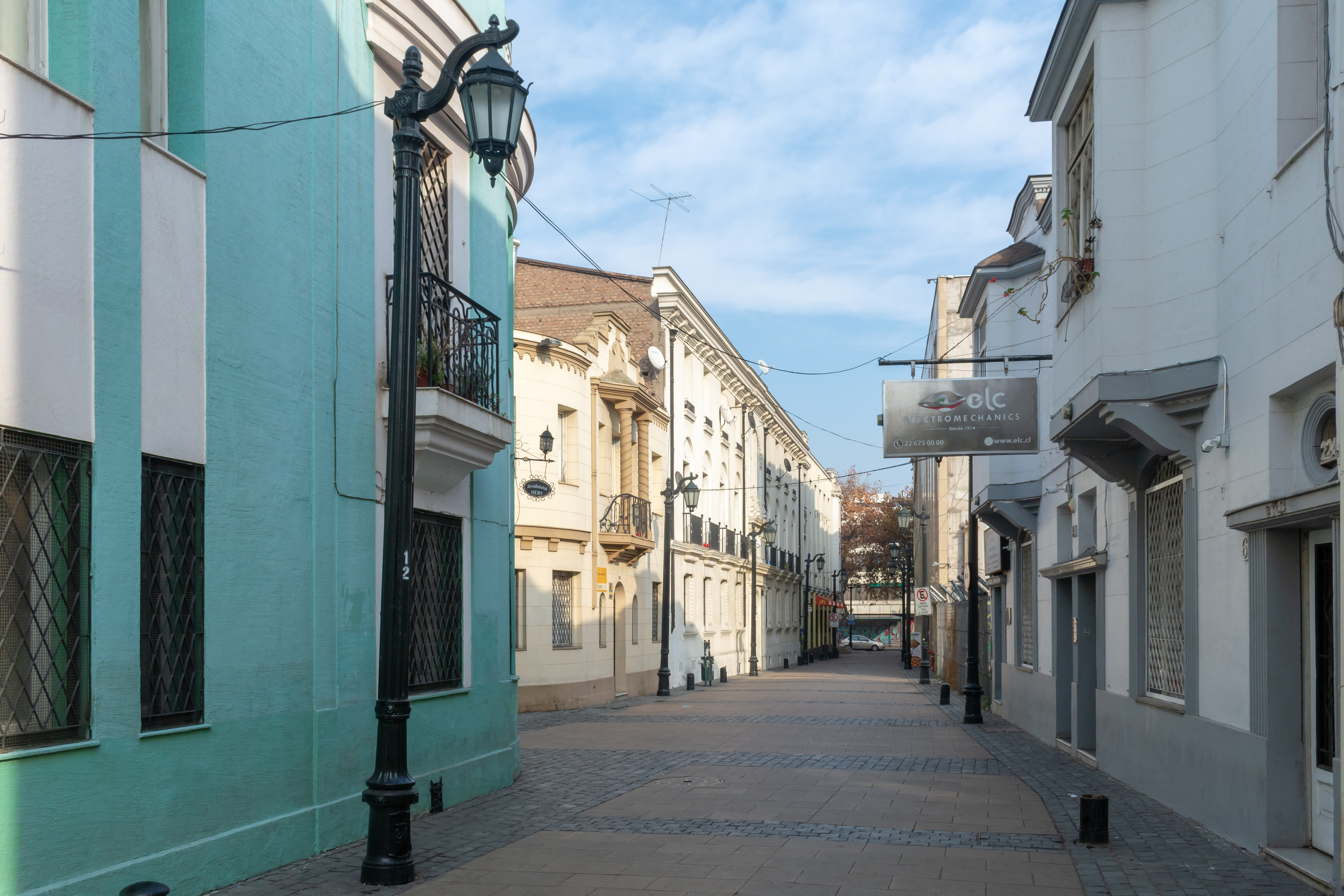
Pasaje República.

El sector fue construido sobre lo que fuera la quinta de Enrique Meiggs, y en lo que hoy se conoce como el barrio República, el cual, fue habitado en el último tercio del siglo XIX y en las primeras dos décadas del siglo XX, principalmente por los aristócratas de aquella época. Luego, a principios de la segunda década del siglo XX debido a la situación económica y las transformaciones social del país, el barrio cambió, pasó a ser un lugar residencial, de tipo mixto; aquello a la larga llevó a los aristócratas a trasladarse a otros sectores de Santiago, específicamente a Providencia y lo que hoy se conoce como «barrio alto».
La transformaciones en el barrio no se detuvieron, las construcciones dejadas, dieron la posibilidad a las embajadas, oficinas, y las primeras, universidades de establecerse en el lugar. Dando paso a lo que se conoce, como, barrio universitario o ciudad universitaria de Santiago.
El sector pasaje República - General García a sufrió una época de abandono, por lo que el primer paso fue declararlo zona típica en 1992 , principalmente por la belleza de su arquitectura y el valor patrimonial que este lugar significa para la ciudad; sin embargo, solo en el año 2012 el ministro de Vivienda y Urbanismo, y Bienes Nacionales, Rodrigo Pérez y el alcalde Pablo Zalaquett, junto a alumnos del instituto profesional Duoc UC y vecinos del sector, iniciaron trabajos de limpieza, pintura y mejoramiento en 5 edificios del sector del Pasaje General García, como parte de un plan piloto de recuperación de fachadas, debido al deterioro de estas por la acción de inescrupulosos.
Hoy, los pasajes se encuentran en estado más que presentables, de este modo se resalta la belleza arquitectónica y patrimonial de las construcciones; los vecinos tienen planes de convertirlo en el nuevo Barrio Lastarria, del sector sur poniente de Santiago, debido al potencial que ofrece el promedio de 150 mil personas que transitan y ocupan este atajo para llegar a la salida sur de la estación República del Metro de Santiago.